# Sentier de grande randonnée 58
Le sentier de grande randonnée 58 (GR 58) ou Tour du Queyras est un itinéraire pédestre balisé de longue distance en France, qui traverse le Queyras dans le département des Hautes-Alpes. Il est géré par la Fédération française de la randonnée pédestre.

## Description
Le GR 58 forme une boucle de 130 km dans le Queyras, l'un des parcs naturels régionaux de France. Il passe notamment par Ceillac, Saint-Véran, Abriès, Les Fonds et Brunissard (commune d'Arvieux).

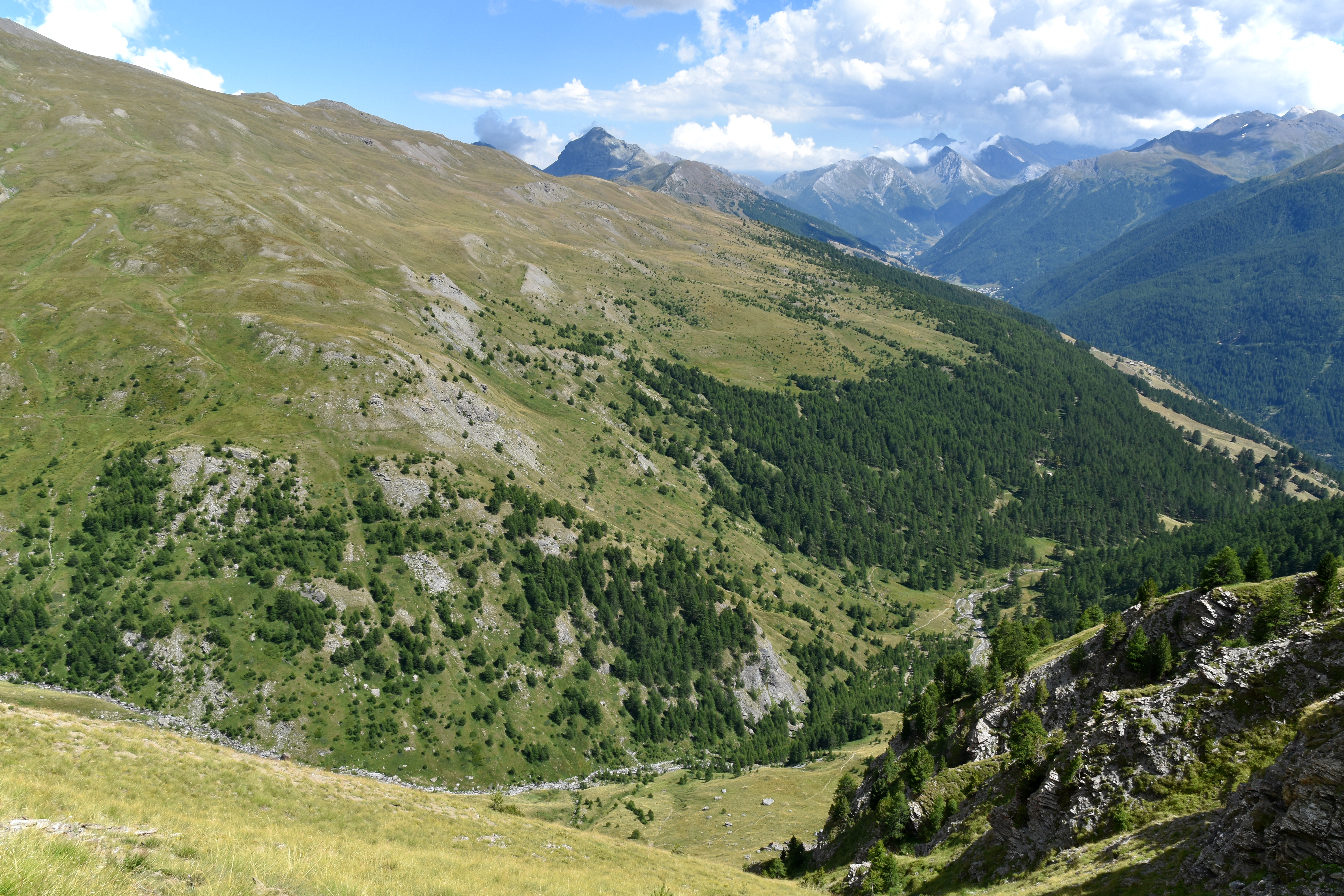
Vallée du Malrif depuis le GR 58 près d'Abriès.
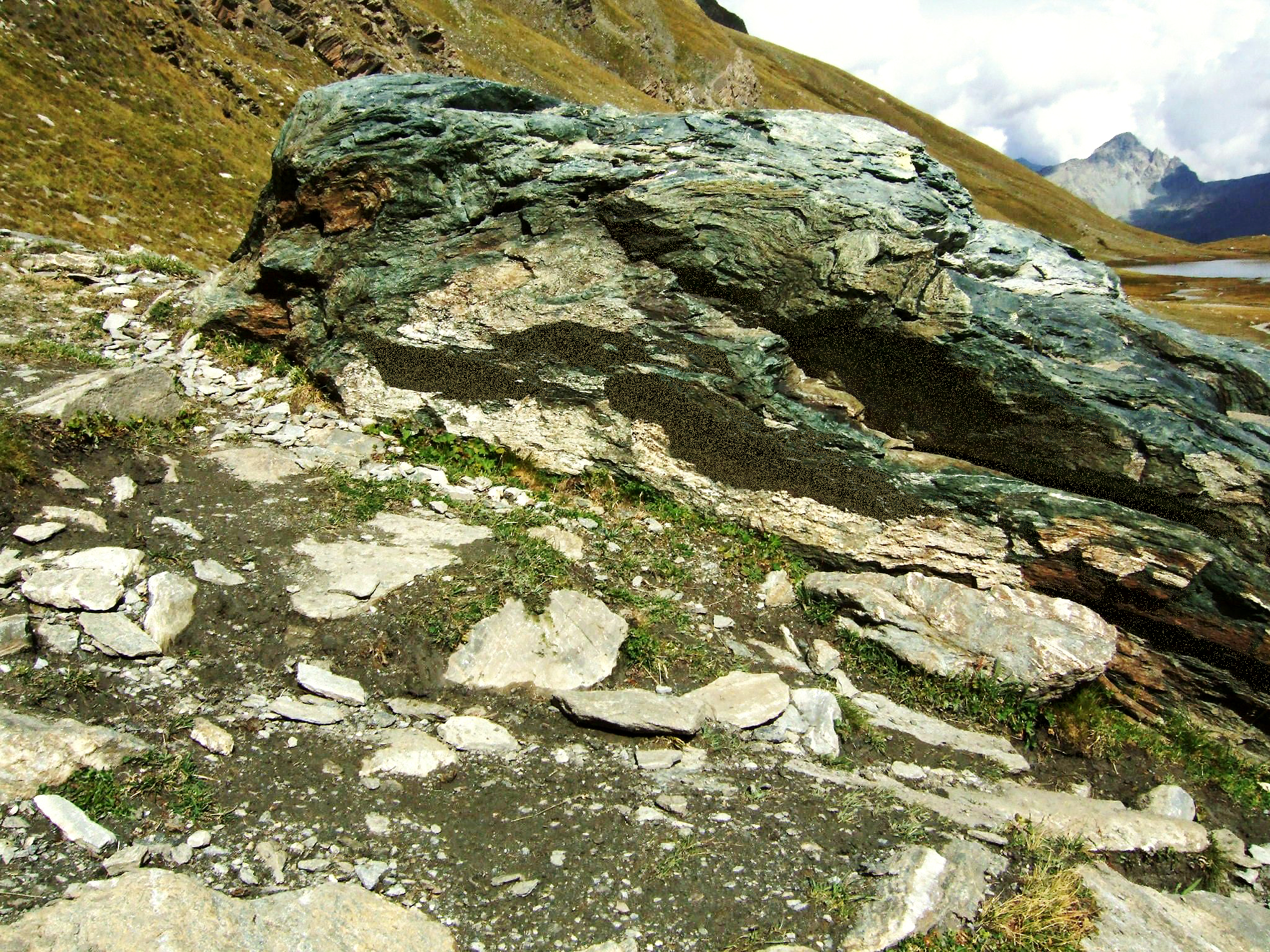
Rocher près du lac Égorgeou.
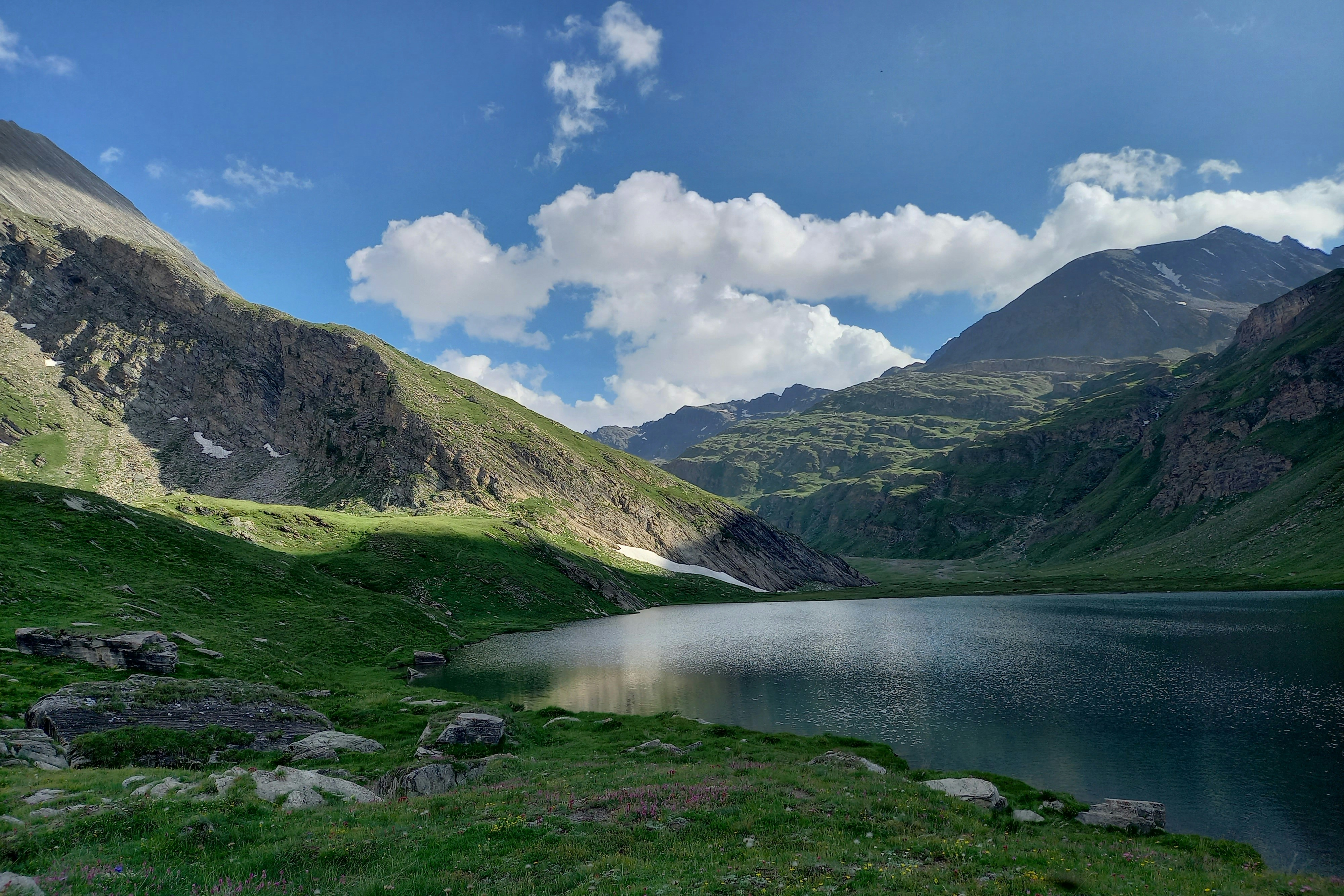
Disparition du soleil en fin de journée sur le lac Égorgéou
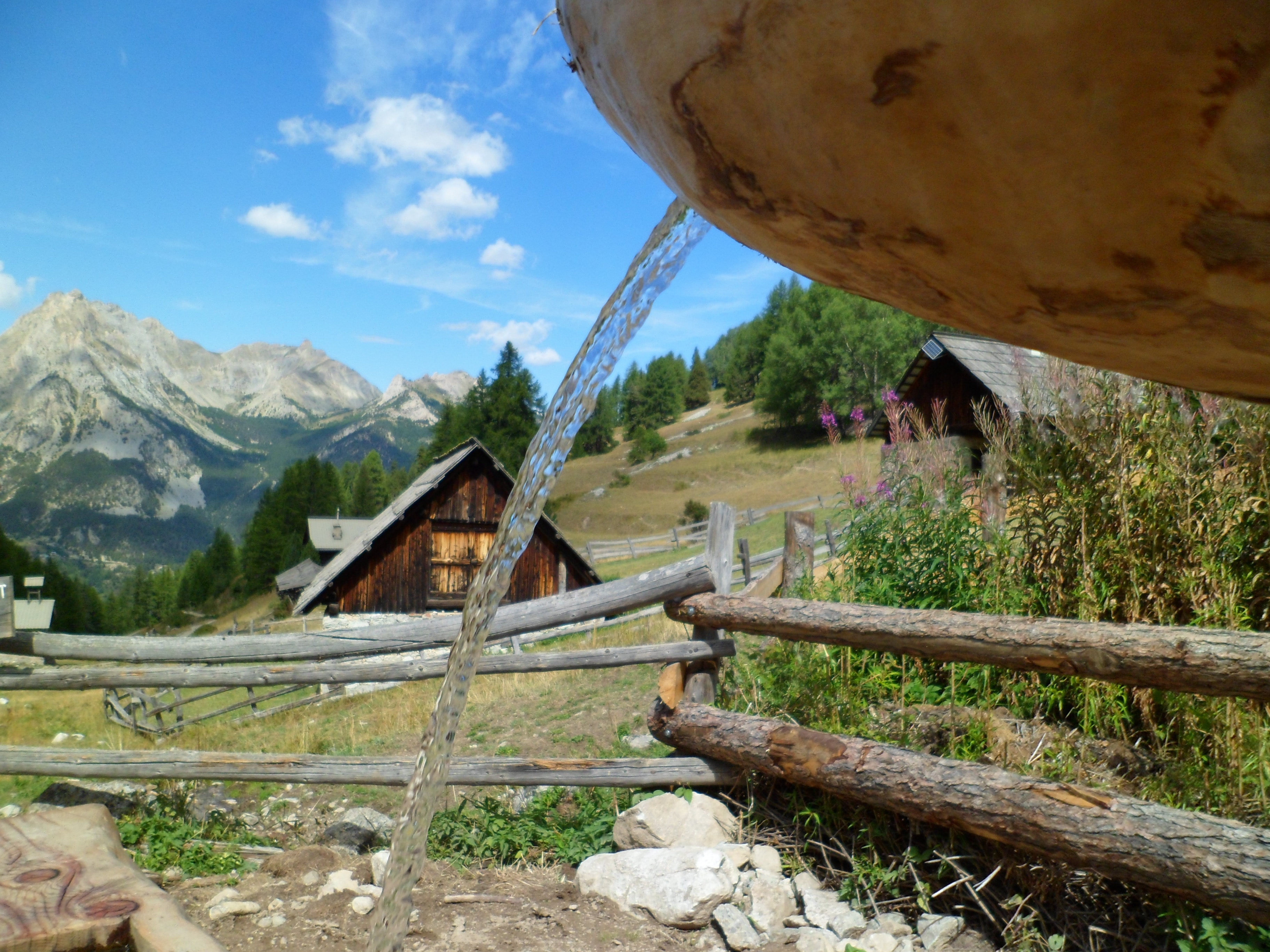
Chalets de Bramousse
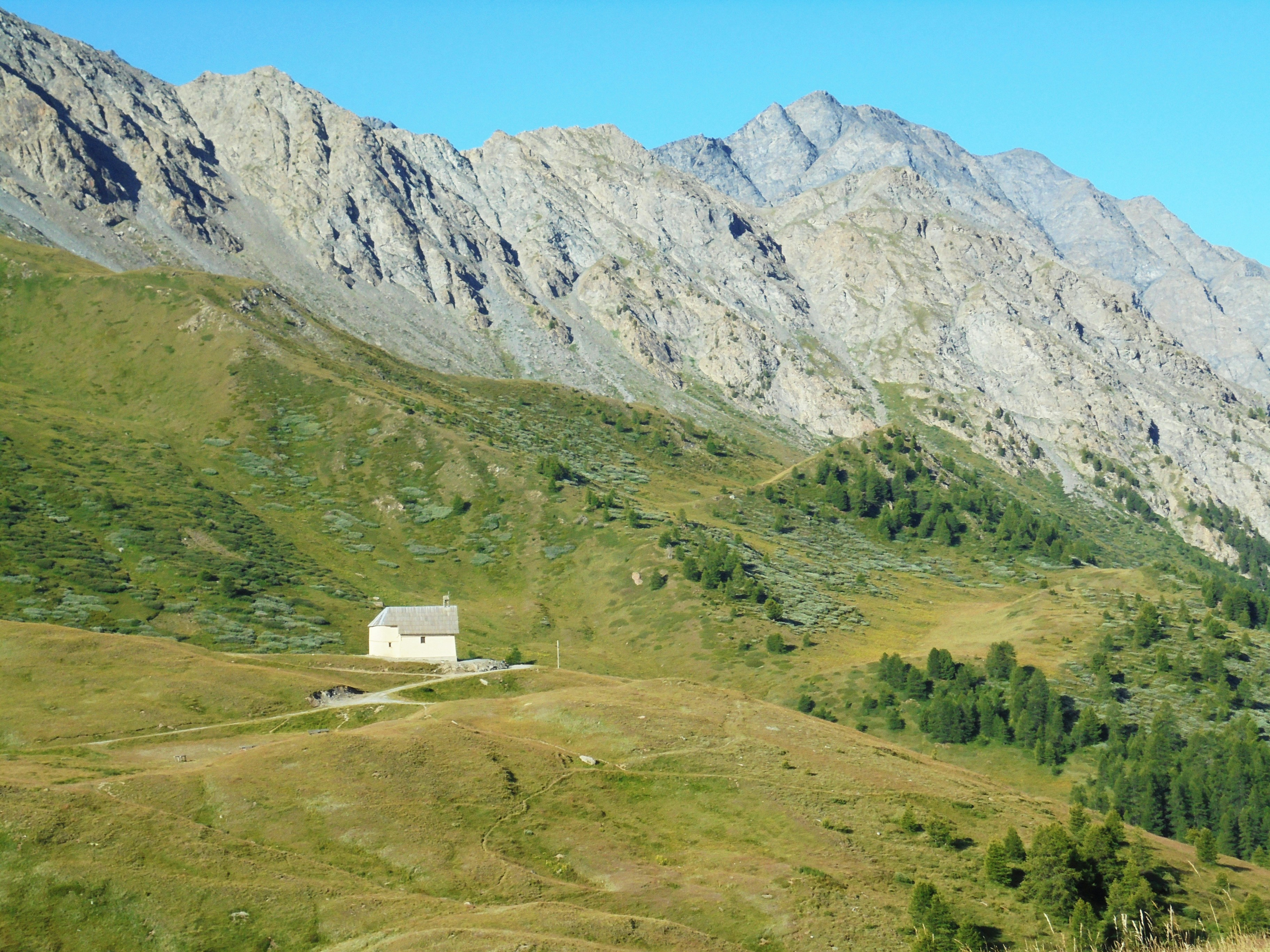
Chapelle Notre Dame de Clausis dans la vallée de Saint-Véran